# Werner von Fritsch

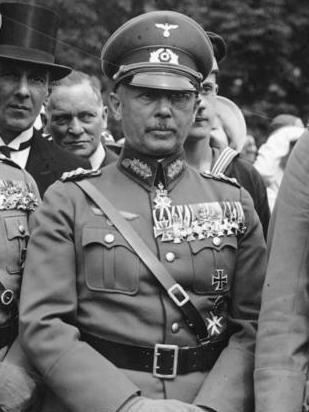
Werner von Fritsch (1934).

Thomas Ludwig Werner Freiherr von Fritsch (Benrath, 4 de agosto de 1880-Varsovia, 22 de septiembre de 1939) fue un general alemán durante la Segunda Guerra Mundial, el primero de dicha nación en morir en el conflicto.
Von Fritsch nació en Benrath en 1880. Se alistó en el ejército a los 18 años y muy pronto sus cualidades superiores lo hicieron destacar. En 1901, fue transferido a la Academia de Guerra. Siendo teniente primero en 1911, pasó al Estado Mayor. Durante la Primera Guerra Mundial siguió ascendiendo.
Finalizó la guerra como jefe del Estado Mayor de un cuerpo de ejército. Cuando Hitler llegó al poder en 1933, von Fritsch era Teniente General. Al año siguiente pasó al Alto Mando y Hitler lo designó para dirigir las fuerzas de tierra como Comandante en Jefe (Oberkommando des Heeres). Fue artífice de la potenciación militar de Alemania, hasta que resultó víctima de los manejos políticos de los que rodeaban al Führer, que pretendían alejar del poder a los altos cargos militares no afines al régimen, en lo que se llamó el escándalo Blomberg-Fritsch.

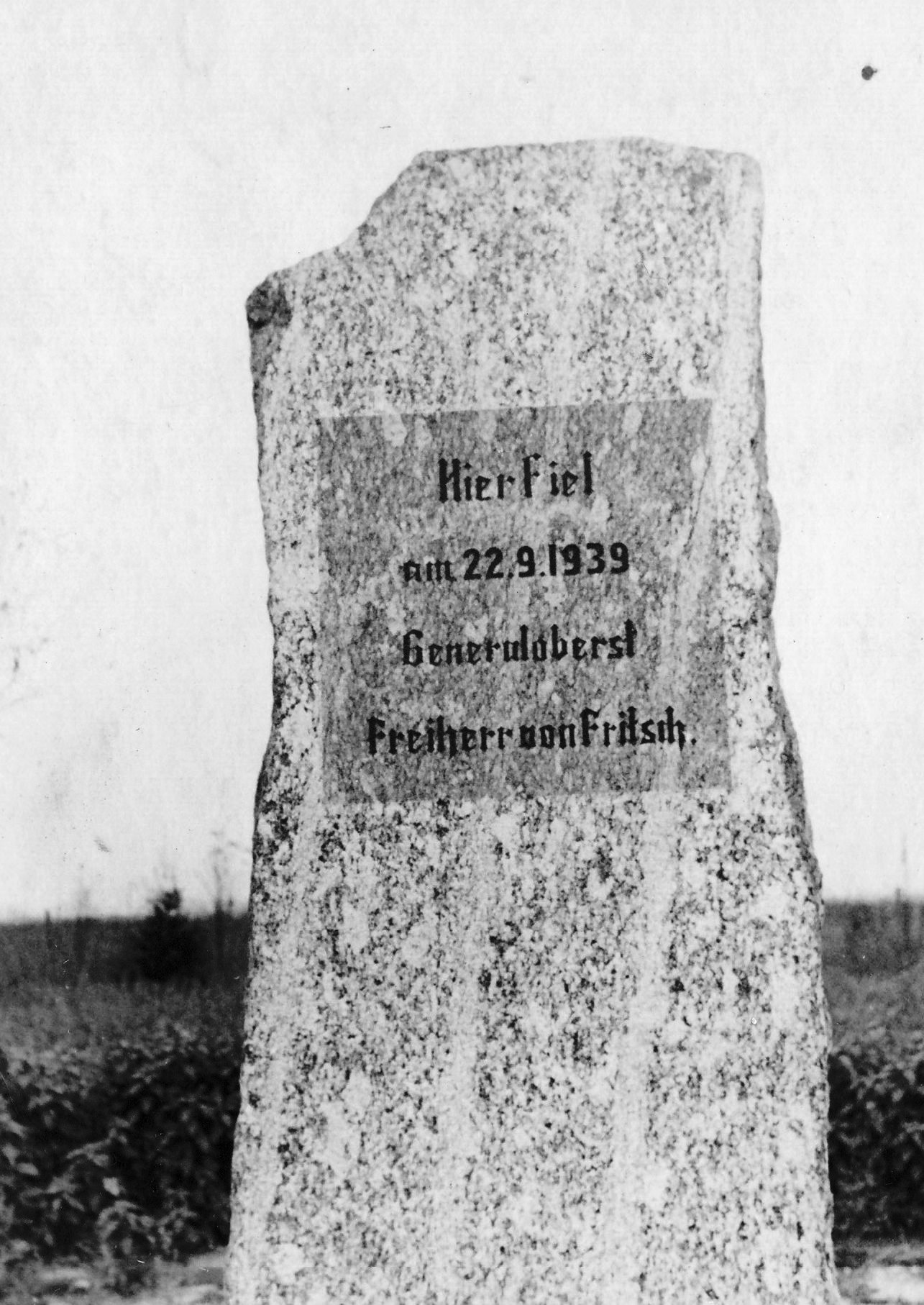
Monumento conmemorativo a von Fritsch en el lugar donde cayó muerto, un arrabal de Varsovia, que fue eliminado después de la guerra.

Fristch y Werner von Blomberg contribuyeron enormemente al rearme alemán, si bien Fristch siempre se opuso a la guerra, asegurando que Alemania aún no estaba en condiciones de enfrentarla.
En 1938 comenzó lo que se ha venido a llamar como un golpe de Estado frío. Himmler, Heydrich y Göring intentaron alejar a ciertos mandos militares de sus cargos para hacerse con el control del ejército. Blomberg cayó en desgracia al descubrirse que su nueva esposa había sido una prostituta, cosa ya sabida de antemano por Göring y que aireó cuando le convino para conseguir su objetivo de llegar hasta el alto mando del ejército. Poco después, Reinhard Heydrich y Heinrich Himmler acusaron con pruebas falsas a Fritsch de ser homosexual; este se sintió obligado a renunciar a su actual cargo y aconsejó la elección de Walther von Brauchitsch como su sucesor. Si bien Fritsch nunca se había casado ni se le veía regularmente con mujeres, esto se debía a su completa concentración en su carrera. Finalmente las pruebas en su contra fueron dictaminadas como falsas, pero esto no evitó que en un humillante juicio, presidido por Hermann Göring, Fritsch fuera degradado y pasado a retiro. Sin embargo, al comenzar la guerra, fue llamado de nuevo y absuelto de los cargos, aunque no reincorporado a su puesto.
Fritsch murió en combate durante la Invasión de Polonia, cerca de Varsovia, mientras inspeccionaba personalmente el frente. El periodista e historiador estadounidense William Shirer en su libro Berlin Diary ['Diario de Berlín'] asegura que el general se negó a recibir ayuda médica, dejándose desangrar, probablemente ofendido por las infames acusaciones que Himmler y Göring habían hecho en su contra.

## Condecoraciones
- Cruz de Hierro 2.ª Clase 1914 (Eisernes Kreuz 1914, II. Klasse)
- Cruz de Hierro 1.ª Clase 1914 (Eisernes Kreuz 1914 I Klasse)
- Cruz del Caballero con Espadas de la Orden de la Casa Hohenzollern (Ritterkreuz des Königlichen Hausordens von Hohenzollern mit Schwertern).
- Orden del Águila Roja de 4.ª Clase (Roter-Adler-Orden IV. Klasse).
- Cruz de Servicios de Prusia (Preußisches Dienstauszeichnungskreuz).
- Orden al Mérito Militar de Baviera 4.ª Clase con Espadas (Bayerischer Militärverdienstorden IV. Klasse mit Schwertern).
- Orden al Mérito Militar de Baviera 4.ª Clase con Corona y Espadas (Bayerischer Militärverdienstorden IV. Klasse mit Schwertern und Krone).
- Cruz Hanseatico de Hamburgo (Hanseatenkreuz Hamburg).
- Medalla de guerra otomana (Osmanische Kriegsmedaille - Eiserner Halbmond).
- Placa de herido 1918 en bronce (Verwundetenabzeichen (1918) in Bronze).
- Cruz de Honor de Combatiente del Frente 1914-1918 (Ehrenkreuz für Frontkämpfer 1914-1918)
- Medalla de Servicios de las Fuerzas Armadas de 4.ª Clase 4 años (Wehrmacht-Dienstauszeichnung 4. Klasse, 4 Jahre)
- Cruz de Servicios de las Fuerzas Armadas de 1.ª Clase 25 años (Wehrmacht-Dienstauszeichnung 1. Klasse, 25 Jahre)
- Broche de oro del NSDAP N.º 3.805.227 (Goldenes Parteiabzeichen Nr. 3.805.227)
- Caballero de Honor de la Orden de San Juan de Jerusalén (Johanniterorden, Ehren- und Rechtsritter)
- Cruz Blanca de los Caballeros de la Orden de San Juan (Weißes Brustkreuz der Ordensritter).
- Cruz al Mérito Militar de Austria de 3.ª Clase con insignia de guerra (Österreichisches Militär-Verdienstkreuz, 3. Klasse mit Kriegsdekoration)
- Cruz de caballero de 1.ª Clase con Espadas de la Orden de Friedrichs de Württemberg (Ritterkreuz 1. Klasse zum Friedrichs-Orden Wüttemberg mit Schwerten)
- Cruz de Caballero de 2.ª Clase de la Orden al Mérito de la Orden de Felipe el magnánimo  (Ritterkreuz II. Klasse des Grossherzoglich Hessischer Verdienstorden Philipps des Großmütigen).
- Cruz de Servicios de Reino de Prusia (Königlich Preußisches Dienstauszeichnungskreuz).
- Caballero Honorario y Legal de la Real Orden Prusiana de San Juan (Ehren- und Rechtsritter des Königlich Preußischen Johanniter-Ordens).